# Holoscolia
Holoscolia is een geslacht van vlinders van de familie sikkelmotten (Oecophoridae).

## Soorten
- H. homaima Gozmany, 1954
- H. huebneri Kocak, 1980
- H. majorella Rebel, 1902